# Arani
Arani es un municipio y localidad, capital de la provincia de Arani situada en el centro de Bolivia en el departamento de Cochabamba. Es conocida como la "Tierra del Pan y del Viento"y en esta población se encuentra el santuario mariano de la Virgen La Bella. El municipio presenta en general un clima que varía entre árido y semiárido. Se encuentra a 56 km de la ciudad de Cochabamba, capital del departamento, y la cabecera municipal se halla a 2.761 metros de altitud.

## Demografía
De acuerdo con el censo boliviano de 2024, la población del municipio de Arani es de 11 411 habitantes.
La población del municipio se redujo en una séptima parte entre 1992 y 2024:
| Año  | Habitantes (municipio) | Habitantes (localidad) | Fuente |
| ---- | ---------------------- | ---------------------- | ------ |
| 1992 | 13.159                 | 3.009                  | Censo  |
| 2001 | 11.542                 | 3.512                  | Censo  |
| 2012 | 9.504                  | 3.542                  | Censo  |
| 2024 | 11.411                 | -                      | Censo  |

El municipio abarca 64 comunidades.

## Transporte
Arani se encuentra a 55 kilómetros por carretera al sureste de Cochabamba, la capital del departamento.
Desde Cochabamba, la carretera asfaltada Ruta 7 conduce al sureste durante 41 km hasta San Benito, y desde allí un camino rural sin pavimentar continúa hacia el sureste por Punata hasta llegar Arani.
Arani también está conectada con Cochabamba por ferrocarril.